# Sabbat (englische Band)
Sabbat ist eine Thrash-Metal-Band aus Nottingham, England, die 1985 von den Mitgliedern zweier befreundeter Bands gegründet wurde.
Mit dem 1988 erschienenen Album History of a Time to Come und dem ein Jahr darauf folgenden Album Dreamweaver (Reflections of Our Yesterdays), bei dem es sich um ein Konzeptalbum handelt, das auf dem Roman The Way of Wyrd von Brian Bates basiert, konnten sich Sabbat zu den wichtigsten Vertretern des britischen Thrash Metal etablieren und wurden zu einem wichtigen Bestandteil, erst in der lokalen Szene, die viele Anhänger fand und schließlich auch global. Charakteristisch für die Band waren der raue Gesang und die heidnischen Texte von Martin Walkyier, sowie ein Songwriting für progressive und gleichzeitig kraftvolle Lieder, die fast ausschließlich von Andy Sneap alleine geschrieben wurden.
Im Gegensatz zu anderen großen Thrash-Metal-Bands wie Metallica oder Slayer waren Sabbat durch die mangelhafte Unterstützung ihrer damaligen Plattenfirma Noise Records kommerziell nie erfolgreich und litten unter einem schlechten Management, das die Bandmitglieder kurz von den Aufnahmen zu Dreamweaver fast zur Auflösung gebracht hätte.
Mit der musikalischen, von Andy Sneap vorangetriebenen Entwicklung von eingängigen, schnellen Klassikern hin zu längeren und melodischeren Liedern kam es im Jahr 1990 zum Bruch zwischen Martin Walkyier und den verbliebenen Mitgliedern. Während Walkyier daraufhin seine textlichen Ideen in seiner neu gegründeten Band Skyclad umsetzte (er nahm mit ihnen bis zum Jahr 2000 zehn Studioalben auf), verschwanden Sabbat schnell von der Bildfläche. Die massiven Veränderungen in der Besetzung mit Richie Desmond als neuen Sänger und ein Stilwechsel in Richtung Power Metal mit belanglosem Songwriting wirkte sich sehr negativ auf die Entwicklung der Band aus. Das Folgealbum Mourning has Broken wurde zu einem Flop, infolge dessen viele Anhänger sich komplett von der Band abwandten. Die Band löste sich schließlich 1992 nach internen Differenzen auf.
Nach der Auflösung von Sabbat waren die anderen Mitglieder in verschiedenen Projekten und Bands aktiv, die aber alle nicht sonderlich erfolgreich wurden. Am bekanntesten geworden ist Andy Sneap außerhalb von Sabbat als Produzent für mehrere Bands.
Nachdem ein Reunionsversuch von Martin Walkyier 2001 fehlschlug und er aufgrund mangelnden, finanziellen Erfolges im Jahre 2006 das Musikbusiness mit einer Demoveröffentlichung beinahe endgültig verlassen wollte, entschloss er sich im Dezember desselben Jahres dazu, mit den Originalmitgliedern, die Band für einige Konzerte wieder zu beleben.

## Geschichte

### Die Anfänge
Die Ursprünge der Band gingen bis in den Juni des Jahres 1985 zurück, als Sänger Martin Walkyier und Bassist Frazer Craske die Mitglieder einer Band namens Hydra wurden. Andy Sneap trat Hydra als zweiter Gitarrist bei, aber der verbliebene Gitarrist verließ die Band zwei Wochen später. Der Einstieg des ehemaligen Striptease und Fallen Angel Schlagzeugers Simon Negus (als Ersatz für Mark Daley, der zur gleichen Zeit wie der zweite Gitarrist Adam Ferman die Band verließ) fiel mit einer Namensänderung: Hydra nannten sich in Sabbat um.

„Let me shed a bit of light on things here. Martin and Frazer had this band called Hydra back in 84/85. The most impressive thing about the band was the fact that Frazer had already printed some 2 colour t shirts and he had a car! I met Frazer at a local Hell gig in Long Eaton and it turned out they were thinking of getting a second guitarist. I heard a tape (which I still have, it's priceless) of a show they did in a pub in Nottingham and decided to have a jam as I was wanting to get some experience playing, after all I was the ripe old age of 15.

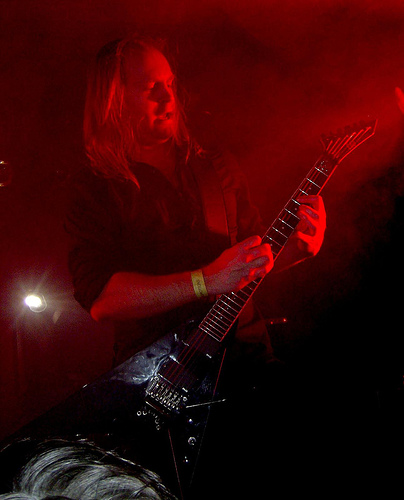
Andy Sneap live mit Sabbat, Bradford 2007

Two weeks after I joined, the original guitarist quit (i think this was on the cards) and the drummer left (thankfully) after we did our first demo a couple of months later, I think due to me having ago about his girlfriend being in the studio (you see, good work ethic back then!). It was Tim Bowler (the drummer from Hell) who introduced us to Simon Negus. The name Sabbat came from a book on witchcraft, but I actually found some old school books of mine with ideas doodled on them so I'm sure I had some doing in suggesting it, but I do remember we liked the way the word looked in the scrawly type of writing so we went with it. Yeah the flexi disc for white dwarf was an odd one, John Blanche, the art editor painted our first cover so it all came about quite easy, it does sound shockingly bad though.“

Nach den Proben, die fast ein Jahr dauerten, veröffentlichten Sabbat die Fragments-of-a-Faith-Forgotten-Demo, die sehr gut aufgenommen wurde. Die Band bekam Zuschriften von mehreren Plattenfirmen und eine Doppelseite im Kerrang!-Magazin.

„Martin and Frazer were really into Venom, I was really into Mercyful Fate and Slayer. I remember the day we recorded 'Fragments...', Frazer had that Venom, Exodus and Slayer video from New York and we decided that's totally what we wanted to be doing.“

"Wir haben "Fragments of a Faith Forgotten"auf einem kleinen Vierspurrekorder aufgenommen, wir haben es in nur zwei Nachmittagen runtergespielt. Wir haben nicht viel darüber nachgedacht, aber dann bekamen wir einen Deal mit Noise, zwei Seiten in Kerrang! und eine Radio One Session. Es hatte eine lawinenartige Wirkung. Nach der Session war das Label noch mehr interessiert an uns und nach dieser bekamen wir den Auftritt auf dem Cover von der Kerrang!"
Nach der Veröffentlichung einer von Warhammer inspirierten Flexi-Disc auf dem Vordercover des White Dwarf Magazins, machte die Band einen Deal mit der deutschen Noise-Records-Firma Mitte 1987 (Die Unterzeichnung hatte sich zuvor verzögert, weil Andy Sneap unter 18 Jahre alt war und rechtlich somit kein Erwachsener).

### Der Aufstieg
Im September 1987 reiste die Band nach Hannover, Deutschland, um ihr Debüt-Album History of a Time to Come aufzunehmen. Dieser Zeit folgte eine Menge Aufmerksamkeit der Medien unter den Journalisten und Fans gleichermaßen für seinen einzigartigen lyrische Ansatz und dem großen Unterschied zu dem Image der „Big 4“ zur gleichen Zeit in der 1980er-Metal-Szene.
Das zweite Album Dreamweaver (Reflections of Our Yesterdays) war ein Konzeptalbum, basierend auf dem Buch The Way of Wyrd, von Brian Bates. Das Album demonstriert die tief verwurzelten Überzeugungen Walkyiers in Wyrdism, Anglo-Saxon Spiritualität, Mystik und dem keltischen Heidentum.
Fraser Craske:
"Nun, wir machten die Entscheidung nach unserer Europa-Tour [,einen zweiten Gitarrist in die Band zu holen]. Wir hatten Richard Scott mit uns auf Tour genommen für den zusätzlichen Sound und es lief wirklich sehr gut. Aber Richard sagte, er würde uns nicht vollzeitig unterstützen können, weil er mit seiner anderen Band weitermachen wollte, aber wir mussten einen weiteren Gitarristen bekommen, um eine Verbesserung in den Klang zu bekommen. "
Die Einführung des neuen Gitarristen Simon „Jack Hammer“ Jones machte einen gewaltigen Fortschritt auf die Gitarrenfraktion. Dies bestätigte auch Andy Sneap in seinem Interview mit Renee Ackerman von Rockworldtv im Backstage Recording Studio im Jahr 2007.
Jack, der zuvor in Holosade gespielt hatte und auf halbem Weg durch die Aufnahmen von Dreamweaver als Rhythmus- und Lead-Gitarrist mit Sneaps Unterstützung ein festes Bandmitglied wurde, war vor seinem Wechsel zu Sabbat professionell anerkannt und ist immer noch in der Band aktiv.

### Krise und Trennung
Spannungen begannen innerhalb der Band aufzusteigen, die meisten von ihnen drehten sich um das Geld. Die Band entwickelte eine sehr gute Gefolgschaft und verkaufte eine Menge Fanartikel, aber sie waren die Opfer des schlechten Managements und des Labels (Noise), dem anscheinend egal war, was die Band wollte.
Martin Walkyier:
"Als wir den Noise Vertrag bekamen, waren die Leute dabei, uns zu sagen, 'nicht zu unterschreiben,' aber wir taten es. Bands, die gut zu der Zeit waren - Celtic Frost, Helloween, Kreator - standen alle bei Noise unter Vertrag. Wir hatten die komplette künstlerische Freiheit, aber nicht aus den richtigen Gründen. Es war, weil sie sich nicht einen Schwanz dafür interessierten. "
Die Band löste sich in den Dreamweaver-Sessions fast auf, gruppierte sich aber neu, um die Aufnahmen zu beenden und um ihre Differenzen zu überwinden und abzuschließen. Andy Sneap bemerkt rückblickend in den letzten Interviews, dass es großartig ist, dass er und Martin Walkyier in der Lage sind, innerhalb von Sabbat wieder zu funktionieren, ohne über Dinge zu streiten, wie Geld, musikalische Leitung und Kampf der Persönlichkeiten, welche sie damals erfuhren.
Martin Walkyier:
"Es gibt Geschichten, dass ich bei Sabbat aufgehört habe, weil der Rest der Band meine heidnischen Texten nicht mochte. Das ist nicht wahr. Wir haben alle gemeinsam ein Interesse an Heidentum. Das Heidentum war nie ein Problem. Nein, die Wahrheit war, dass ich sehen konnte, dass die Musik immer komplexer wurde. Andy schrieb 11 Minuten lange musikalischen Epen und ich konnte nicht einmal ansatzweise erkennen, wie ich für sowas Texte schreiben sollte. Ich wollte andere Musikstile einbringen, Geigen zum Beispiel. Das hätte nie mit Sabbat geklappt. "
Martin Walkyier kommentierte Ende 2006, dass Sabbat in großer finanzieller Bedrängnis waren im Jahr 1989 und dass er auf staatliche Unterstützung angewiesen war. So wurde die finanzielle Situation, mit der die Band stark konfrontiert wurde, erklärt. Walkyier kommentierte, dass er spürte, dass sie immer mehr „wie Rush“ klingen aufgrund der offenen technischen Art und Dauer ihrer Lieder – alles in allem, heizten diese Dinge die Spannungen innerhalb der Band weiter auf.
Martin Walkyier:
"All die Dinge, die mit Sabbat schief gegangen sind in den alten Tagen hatten wirklich nichts mit mir und Andy Sneap tun, obwohl wir unsere Meinungsverschiedenheiten hatten in den Tagen, als wir jung waren. Das hatte weitgehend mit Plattenfirmen und Managements und Dingen, die um uns herum geschahen, zu tun - die Tatsache, dass wir tonnenweise Ladungen von Tonträgern verkauften und wirklich überhaupt kein Geld gesehen haben und stattdessen auf staatliche Unterstützung angewiesen waren. "
Als erster vom Schiff sprang Gitarrist Simon Jones während ihrer 1989 UK Dreamweaver Tour mit den britischen Thrashern Xentrix als Supportband. Er verließ die Band nur wenige Augenblicke vor dem Konzert an der Universität Sheffield Refektorium am 15. November 1989, Sabbat beendeten den Gig nur mit Andy Sneap an der Gitarre. Andy Sneap hat erklärt, dass bei seinem Ausstieg Alkohol im Spiel war, und Jones selbst sagte, dass er seinen Abgang in einem Video bereut hat, das auf Andy Sneap's MySpace-Seite zu sehen war.
Gitarrist Neil Watson wurde für die Gitarrenpflichten hereingebracht, er brauchte nur zwei Wochen, um alle Spuren zu lernen und ist auf dem Live-Video The End of the Beginning zu sehen. Walkyier verließ die Band im Jahr 1990 zusammen mit Craske, Walkyier gründete daraufhin die Band Skyclad. Fraser Craske verließ die Musikindustrie zu diesem Zeitpunkt komplett. Andy Sneap und Simon Negus rauften die Band neu zusammen und brachten Sänger Richie Desmond und Bassist Wayne Banks hinein. Im Jahr 1991 veröffentlichten sie ihr drittes Album Mourning Has Broken – aber es kam nicht bei den Fans oder Kritikern an und die Band spielte ein abschließendes Konzert in Derby, nur, um sich bald danach aufzulösen.
Im Terrorizer Magazin [# 152 - Xmas 2006] hat Andy Sneap erklärt:
(Energisch): "Ich hör mir das nicht an (Mourning Has Broken)! Es hat einiges an beknacktem Gitarrenspiel, viele Gitarren-Shreddings dort klingen einfach lächerlich. Es klingt zusammen geworfen, und sollte nicht den Namen Sabbat tragen."
Simon Negus machte mit der Band The Glory Boys weiter. Andy Sneap und Wayne Banks gingen, um die Gruppe Godsend zu gründen. Andy Sneap ist nun am besten bekannt als erfolgreicher, mit einem Grammy ausgezeichneter Produzent, der über 100 Alben auf seinen Backstage Recording Studios im ländlichen Derbyshire produziert hat.

### Inoffizielle Wiedervereinigung
Martin Walkyier wollte ursprünglich die Band als Sabbat im Jahr 2001 reformieren mit Fraser Craske und Simon Jones. Dies wurde allerdings von Andy Sneap zu dem Zeitpunkt unterbunden.

„The way I originally heard about [the reunion] was from one of the guys at Earache [Records], who called me up to ask me about it. I knew nothing about it so I called Martin to ask him about it. The conversation got a little heated and I explained they couldn't do it under the name SABBAT as both he and [bassist] Frazer quit, leaving me and [drummer] Simon [Negus]with a lot of debts and financial problems to clear up. This was the reason we carried on as SABBAT and did a third album. Obviously we wanted the new line up to work out but it didn't...simple as that. What it came down to though was Simon Negus and myself, in theory, own the business and name as they left. If you left your employee, you couldn't go and start that business somewhere else under the same name.“

Walkyier, Jones und Craske spielten unter dem Namen Return to the Sabbat von 2001 bis 2003, Skyclad-Drummer Jay Graham saß am Schlagzeug. Nachdem Simon Jones die Band verließ (und durch Andy Newby ersetzt wurde) führte die Band ihr Programm für eine Weile auf dem Bloodstock Indoor-Festival und einem Gig in Camden, London, fort. Danach lösten sich Return to the Sabbat auf.

### Offizielle Wiedervereinigung
Im Jahr 2006 reformierte sich die Band wieder in der Dreamweaver-Besetzung und trat an vier verschiedenen Spielstätten im Vorprogramm von Cradle of Filth auf einer Tournee durch Großbritannien im Dezember 2006 auf.
Im Vorfeld dieser kurzen Tournee trat die Band am Samstag, dem 16. Dezember 2006 bei The Rig in Nottingham, England auf. Es war das erste Mal seit 1989, dass die Dreamweaver-Besetzung zusammen live spielte. Sabbat erhielten viel Aufmerksamkeit in der Presse und begeisterten Kritiker für ihre Unterstützung und bestätigten, dass ihre ersten beiden Alben in remastertem Format mit zusätzlichen Bonus-Material wieder auf den Markt gebracht werden.
Sie spielten dann Festival-Auftritte beim Keep-It-True-Festival in Deutschland, das am 15. April 2007 stattfand und beim Day-of-Darkness-Festival in Co. Laois, Irland, welches am 6. und 7. Juli desselben Jahres stattfand.
Andy Sneap und Martin Walkyier sagten in Interviews, dass die Wiedervereinigung stattgefunden habe, um "ein bisschen Spaß zu haben" und dass es keine langfristigen Planungen gibt.
Am 27. Februar 2007 wurden History of a Time to Come und Dreamweaver in neuer Verpackung, mit Live-Bonus-Titeln und neu gemastert wiederveröffentlicht. Das letzte Sabbat-Album, Mourning Has Broken, wurde nicht wiederveröffentlicht.

## Diskografie

### Alben
- 1988: History of a Time to Come (Noise Records)
- 1989: Dreamweaver (Reflections of Our Yesterdays) (Noise Records)
- 1991: Mourning Has Broken (Noise Records)
- 2023: Mad Gods and Englishmen (Kompilation, BMG)

### Singles
- 1987: Blood for the Blood God (Flexi-Disc im White Dwarf #95; Games Workshop)
- 1988: A Cautionary Tale/And the Brave Man Fails (Split-Flexi-Single mit Vendetta; Noise Records in Zusammenarbeit mit Metal Forces und Rock Hard)
- 1989: Wildfire/The Best of Enemies (Wintrup Songs Ltd)

### Samplerbeiträge
- 1990: Hosanna in Excelsis, I for an Eye und For Those Who Died auf Doomsday News III – Thrashing East Live (Live-Kompilation; Noise Records, SPV GmbH)

### Demos
- 1985: Magic in Practice and Theory
- 1987: Fragments of a Faith Forgotten
- 1987: Stranger than Fiction

### VHS-Video
- 1990: The End of the Beginning (Fotodisk Video)